# Desinență
În morfologie, desinența (de la cuvântul din latina medievală desinentia „ceea ce cade la sfârșit”) este un sufix prezent la sfârșitul unui cuvânt, după care nu mai pot fi adăugate alte sufixe.
Desinențele exprimă diverse categorii gramaticale, în funcție de limbă, ale părților de vorbire variabile:
- la părțile nominale: genul, numărul, cazul etc.;
- la verb: persoana, numărul, genul etc.

Desinențele sunt unul din mijloacele de exprimare a raporturilor sintactice. De exemplu, desinențele cazuale pot fi morfeme tipice ale complementelor exprimate prin părți de vorbire nominale. Ele au un rol și în realizarea acordurilor, de pildă al celui în gen, număr și caz al determinanților abstracți și al atributului adjectival cu substantivul determinat, sau al celui în persoană, număr și gen al predicatului cu subiectul.

## Desinență și tip de limbă
Nu toate limbile folosesc desinențe. Așa sunt limbile izolante (chineza, vietnameza etc.). În mod tipic recurg la desinențe limbile aglutinante (cele fino-ugrice, turcice etc.) și cele flexionare (cele indo-europene, semitice etc.), dar există diferențe între ele în ceea ce privește numărul de categorii exprimate de o singură desinență, care anume categorii sunt exprimate prin desinențe și măsura în care le folosesc față de alte mijloace gramaticale.

### Desinență și caracter aglutinant vs. flexionar
Specificul limbilor aglutinante față de cele flexionare este că, cel puțin în cazul unor părți de vorbire, o desinență exprimă o singură categorie gramaticală. În domeniul părților de vorbire nominale, această diferență este netă între o limbă precum latina și una precum maghiara. De exemplu, în limba latină, flexionară, desinența -as a cuvântului terras „pământuri” marchează atât genul (feminin), cât și numărul (plural) și cazul (acuzativ). În schimb în limba maghiară, aglutinantă, în cuvântul corespunzător, földeket, pluralul și acuzativul sunt marcate de morfeme diferite, respectiv sufixul -k și desinența -t, vocala -e- fiind de legătură pentru ambele.
Altă categorie este cea a desinențelor personale aplicate verbului. În cazul acestora nu mai există aceeași diferență între limbile flexionare și maghiară ca în cazul desinențelor nominale, dat fiind că nici în cea din urmă desinența personală nu exprimă doar persoana. Bunăoară, desinența -m a verbului látom „îl/o/îi/le văd” se referă în același timp la trei lucruri: la număr, la persoana gramaticală a subiectului și la faptul că verbul are complement direct definit, inclusiv că acesta este de persoana a III-a.
Nu în toate limbile desinențe sunt acelea care exprimă anumite categorii. După cum se vede mai sus, în latină, numărul părții de vorbire nominale este exprimat de desinență, dar în maghiară de alt tip de sufix, urmat de desinență. În maghiară, desinența verbală exprimă și faptul că verbul are complement direct definit, dar în alte limbi acest lucru este exprimat numai de anumiți determinanți ai substantivului sau de tipul de pronume care exprimă eventual complementul direct: hu  látom a földeket vs. ro  văd pământurile, látom őket vs. îi/le văd.

### Desinență și sintentism vs. analitism
Ponderea rolului desinențelor față de cea a altor mijloace gramaticale este exprimată în lingvistica comparativă prin calificativele „sintetică”, respectiv „analitică”. Cu cât o limbă este mai sintetică, cu atât este mai important rolul desinențelor, ceea ce se manifestă prin numărul de categorii gramaticale și de raporturi sintactice exprimate prin desinențe, și invers, cu cât o limbă este mai analitică, cu atât mai puțin important este acest rol.
Între limbile flexionare, unele chiar aparținând aceleiași familii de limbi, există diferențe mari în ponderea folosirii desinențelor. În istoria unor limbi se observă o evoluție treptată de la sintetism la analitism.
De exemplu, examinând limbile indo-europene, se observă că în starea lor actuală, declinarea s-a păstrat în grade foarte diferite. De pildă, cele mai multe limbi slave (rusă, sârbă etc.) au o declinare relativ bogată. Printre limbile germanice, în germană declinarea este mai dezvoltată decât în engleză, unde a dispărut aproape complet în comparație cu limba engleză veche.
În latină, substantivul avea șase cazuri, în franceza veche nu mai erau decât două, iar în majoritatea limbilor romanice actuale nu mai este niciunul. Doar în limba limba română s-au păstrat desinențe de genitiv/dativ și de vocativ folosite în unele cazuri.
Cu cât a scăzut exprimarea funcțiilor sintactice prin desinențe, cu atât a crescut în aceasta rolul prepozițiilor, de exemplu în exprimarea posesorului: la maison du père (prin prepoziție) vs. „casa tatălui” (prin desinență de genitiv la articolul hotărât). Rolul desinențelor cazuale a fost preluat și de topică. În latină, și nominativul, și acuzativul erau exprimate prin desinențe, de aceea o propoziție ca „Lupul mănâncă mielul” putea fi exprimată cu două topici, Lupus est agnum sau Agnum est lupus, pe când în franceză, ca în română, nu se pot schimba între ele locurile subiectului și al complementului direct fără altă schimbare.
Și în conjugare, limbile romanice au tins către analitism. În latină se exprima prin desinențe diateza pasivă, de exemplu, dar în toate limbile romanice actuale, ea este exprimată analitic: laudatur „este lăudat”. Involuția conjugării este mai accentuată în limba franceză, de exemplu, decât în română, lucru dovedit de ortografia franceză prin faptul că, de pildă la indicativ prezent, în funcție de clasa de conjugare, verbul sună la fel la trei sau patru persoane, dar în scris apar patru sau cinci desinențe. În engleză, involuția este și mai pronunțată: la indicativ prezent simplu, cu excepția câtorva verbe, doar persoana a III-a singular este exprimată prin desinență, atât în vorbire, cât și în scris. De aceea, în aceste limbi, în afara modului imperativ, este aproape totdeauna obligatorie exprimarea subiectului printr-un cuvânt aparte.
După cum se vede mai sus, în unele paradigme, nu toate formele se disting prin desinențe. Cele fără desinență se consideră că au desinența -∅ (zero). Așa sunt, de exemplu, formele de nominativ și acuzativ singular ale substantivelor și adjectivelor în română. Sunt și cazuri când desinența se poate omite fără să se afecteze exprimarea raportului sintactic corespunzător. Astfel, în maghiară, acuzativul obiectului posedat cu sufix personal posesiv de persoana I sau a II-a singular se poate exprima în două feluri, ex. Keresem a ceruzámat (cu desinență) sau a ceruzám (fără desinență) „Îmi caut creionul”.